# راهزن جاده‌ای

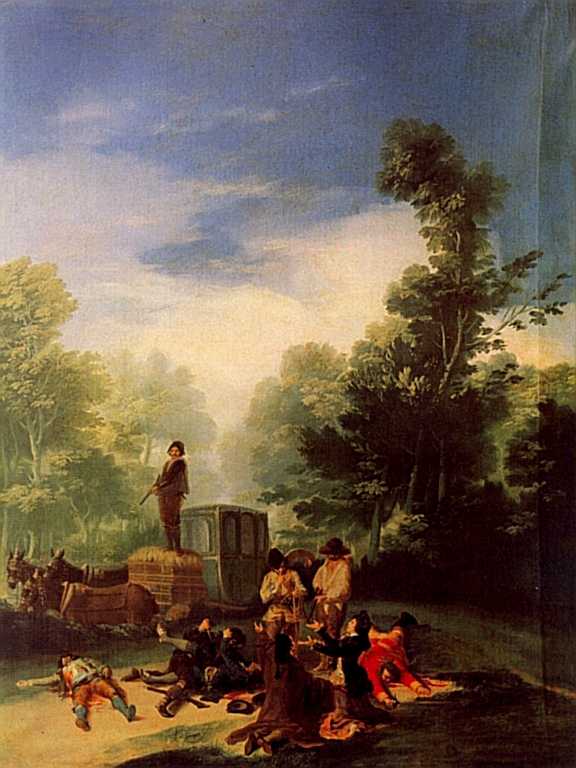
نگاره ای از راهزنان جاده ای در حال سرقت

راهزن جاده ای (انگلیسی: Highwayman) راهزنانی بودند که از مسافران در جاده های عموماً خارج از شهر سرقت می‌کردند. این گونه از سارقین معمولاً به صورت سواره و به ویژه با اسب اقدام به راهزنی می‌کردند. چنین تبهکارانی تا اواسط قرن ۱۹ فعالیت بیشتری (عمده ای) داشتند. گفته شده است که برخی زنان نیز در این میان دست به راهزنی جاده‌ای می‌زدند که مشهورترین آنها کاترین فِرِرز بوده است.